# 밀양 조선 성종 왕녀 태실
밀양 조선 성종 왕녀 태실(密陽 朝鮮 成宗 王女 胎室)은 대한민국 경상남도 밀양시 무안면 화봉리에 있는 태실이다. 1975년 2월 12일 경상남도의 기념물 제29호 성화 17년 왕녀태실로 지정되었다가, 2018년 12월 20일 현재의 명칭으로 변경되었다.

## 개요
태실은 왕이나 왕실 자손의 태를 모셔두는 돌로 만든 방으로, 이곳은 조선시대 어느 왕녀의 태항아리를 보관했던 곳이다.
태실의 주인공은『밀주구지』의 기록으로 보아 조선 성종 때의 신숙공주로 짐작되나 확실하게 밝혀진 것은 없다. 오래전에 도굴되어 태항아리와 함께 윗부분이 없어진 채 태실 앞에 세운 두 개의 표석과 원형의 아래 일부만 남아있다. 표석은 앞면에 ‘왕녀태실’이라는 글자를 새겨 놓았고, 뒷면에는 ‘성화십칠년시월십일’이라는 연대를 적어 놓았다.
태실의 제작연대는 표석에 새긴 '성화 17년'이라는 기록으로 보아 조선 성종 12년(1481)임을 알 수 있다.

## 참고 문헌
- 선화17년왕녀태실 - 국가유산청 국가유산포털